# Robert W. Paul
Robert W. Paul   (Highbury, 3 d'octubre de 1869 - Putney, 28 de març de 1943) fou un electricista anglès, fabricant d'instruments científics i pioner de la pel·lícula britànica.

## Carrera primerenca
Va néixer a Highbury, en l'actual Londres Interior. Començà la seva carrera tècnica aprenent a crear instruments científics a l'Elliott Germans, una empresa de fabricants de Londres, fundada l'any 1804.
El 1891, va establir la seva pròpia empresa de creació d'instruments, Robert W. Paul Instrument Company, a un taller de Londres (Hatton Garden, 44), on més tard instal·laria la seva oficina.
Més endavant, el 1894, va rebre l'encàrrec de dos empresaris d'origen grec de copiar el Quinetoscopi d'Edison. Primerament, va rebutjar l'oferta, tot i que la va acabar acceptant després de saber que Edison no havia patentat el seu invent a la Gran Bretanya. Subseqüentment, el mateix Paul aniria a comprar un cinetoscopi per a fer-ne una versió anglesa a partir de les peces del que havia comprat (Enginyeria inversa). En va fabricar un nombre elevat, un dels quals el va subministrar a Georges Méliès.
Tanmateix, les úniques pel·lícules disponibles en aquella època eren còpies «pirates» d'aquelles produïdes per les màquines d'Edison. Mentre Edison ja havia patentat la seva càmera (els detalls de la qual eren un secret molt ben guardat), Paul va voler fer el mateix i va crear la seva pròpia càmera. Va entrar en contacte amb Birt Acres, un expert fotògraf, qui havia inventat un dispositiu per moure pel·lícula com a part del procés de desenvolupament. Paul va creure que aquest principi podria ser utilitzat en una càmera. Aquesta càmera va ser batejada com a «Paul-Acres». Estava inspirada en el cronofotògraf de Marey i comptava amb un dispositiu de molla per arrossegar la pel·lícula. Va estar enllestida el 16 de març de 1895, i seria la primera càmera feta a Anglaterra.

## Innovació en el cinema
R.W. Paul va obtenir una concessió per operar un «saló de cinetoscopi» al Centre d'Exhibicions Earls Court. L'èxit d'aquest el va inspirar per considerar les possibilitats de projectar una imatge en moviment damunt una pantalla, una cosa que Edison no va considerar mai. Mentre Paul i Birt Acres compartirien el triomf de la primera càmera d'Anglaterra, aviat se separarien per desavinences econòmiques i es convertirien en competidors en la innovació de la càmera de pel·lícula i en la creació de projectors.
Acres presentaria el seu projector, el primer d'Anglaterra, el 14 de gener de 1896, anomenat Kinetic Lantern. Paul presentaria poc després el seu propi, el Theatrograph, el 20 de febrer. Irònicament, exactament el mateix dia que es van projectar per primer cop a Londres les pel·lícules dels Lumière. El va anar perfeccionant al llarg dels anys i n'arribà a vendre més de 100.
El 1896, Paul va iniciar un seguit de projeccions de fotografies en moviment a una pantalla al Regne Unit, utilitzant un sistema inventat per ell mateix de mecanisme d'avanç intermitent. Això va coincidir amb l'adveniment del sistema de projecció enginyat pels germans Lumière. Després de realitzar certes demostracions davant de grups científics, se li va encarregar el subministrament d'un projector al teatre Alhambra, a Leicester Square. Va presentar el seu primer programa teatral el 25 de març de 1896. Aquest incloïa pel·lícules realitzades juntament amb  el dibuixant Tom Merry, que realitzà caricatures del Kàiser i Emperador Alemany Wilhelm II (1895), i del Príncep Bismarck (1895).  
L'ús continuat del seu Theatrograph a les sales de música d'arreu el país, va popularitzar el cinema primerenc a la Gran Bretanya. Hi va haver molts firaires que desitjaven imitar l'èxit de Paul, i alguns d'ells van crear les seves pel·lícules d'«interès local». Va ser necessària la instal·lació d'una fabrica que únicament produís càmeres, projectors i equipament de cinema, amb la seva pròpia oficina i sala d'espectacles.
Paul també continuaria les seves innovacions en el camp de la càmera portàtil. La seva Cinematograph Càmera Num. 1, construïda l'abril de 1896, seria la primera càmera que incloïa un sistema de «reverse-cranking». Aquest mecanisme permetia que el mateix rotlle de pel·lícula fos exposat diversos cops. L'habilitat de crear superposicions i exposicions múltiples seria d'una gran importància. Aquesta tècnica ja va ser utilitzada a la seva pel·lícula estrenada l'any 1901 «Scrooge, o el fantasma de Marley», l'adaptació de la novel·la curta de Charles Dickens, Cançó de Nadal. Està documentat que la primera càmera que George Melies usaria va ser construïda per R.W. Paul.
El 1898 va dissenyar i construir el primer estudi de cinema de la Gran Bretanya, a Muswell Hill, al nord de Londres. Se li atribueix l'ús per primer cop del muntatge pel que fa a continuïtat en el metratge (que implica una acció de moviment d'una seqüència a una altra), amb el seu film Come Along, Do!, realitzat el 1898 i sent una de les primeres pel·lícules en tenir més d'una escena.

## Carrera
Mentrestant, va continuar amb el seu negoci original, enfocat en el seu internacionalment famós «galvanòmetre». Els instruments de Paul eren coneguts internacionalment: va guanyar medalles d'or a la St Louis Exposition de 1904 i a l'Exposició de Brussel·les de 1910, entre d'altres. Amb l'esclat de la Primera Guerra Mundial, va començar a crear instruments militars, incloent-hi aparells primerencs de telegrafia sense fils i instruments per a la guerra submarina. El desembre de 1919, la Companyia d'Instruments Científics de Cambridge va adquirir la petita, però exitosa, Companyia d'Instruments de Robert W. Paul i la va convertir en l'Empresa d'Instruments de Cambridge i Paul Ltd. L'any 1924 Van escurçar el nom a «Cambridge Instrument Co Ltd», quan la van convertir en una empresa pública.
Paul va continuar fent les seves pròpies pel·lícules, venent-les directament, o a través de les empreses de distribució noves que anaven apareixent i creixent. Va ser un gran i innovador director i càmera, pioner en tècniques com el primer pla i els talls entre dues escenes. Va ser un dels primers cineastes a fer servir efectes especials. Tanmateix, els seus interessos empresarials creixents van sobrepassar la pel·lícula i el cinema, i es va traslladar a la indústria d'infanteria cap al 1910. No obstant això, els seus contemporanis sempre van reconèixer la seva importància, i sovint es referien a ell com a «Papà Paul».
Curiosament, i sense coneixement previ dels fets relatats fins ara, una empresa de tecnologia anomenada Kinetic va agafar l'edifici de Hatton Garden 44 l'any 1994 i el va rebatejar com a «Kinetic House». El 1999, la indústria de pel·lícula britànica commemorà la feina de Paul i amb una placa commemorativa al mateix edifici. 

## Filmografia
- The Derby (1895)
- Footpads (1895)
- The Oxford and Cambridge University Boat Race (1895)
- Rough Sea at Dover (1895)
- Blackfriars Bridge (1896)
- Comic Costume Race (1896)
- A Sea Cave Near Lisbon (1896)
- The Soldier's Courtship (1896)
- The Twins' Tea Party (1896)
- Two A.M.; or, the Husband's Return (1896)
- Robbery (1897)
- Come Along, Do! (1898)
- A Switchback Railway (1898)
- Tommy Atkins in the Park (1898)
- The Miser's Doom (1899)
- Upside Down; or, the Human Flies (1899)
- Army Life; or, How Soldiers Are Made (1900)
- Chinese Magic (1900)
- Hindoo Jugglers (1900)
- A Railway Collision (1900)
- Artistic Creation (1901)
- Cheese Mites; or, Lilliputians in a London Restaurant (1901)
- The Countryman and the Cinematograph (1901)
- The Devil in the Studio (1901)
- The Haunted Curiosity Shop (1901)
- The Magic Sword (1901)
- An Over-Incubated Baby (1901)
- Scrooge, or, Marley's Ghost (1901)
- Undressing Extraordinary (1901)
- The Waif and the Wizard (1901)
- The Extraordinary Waiter (1902)
- A Chess Dispute (1903)
- Extraordinary Cab Accident (1903)
- The Voyage of the Arctic (1903)
- The Unfortunate Policeman (1905)
- The '?' Motorist (1906)
- Is Spiritualism A Fraud? (1906)

## Llegat
Robert Paul va descriure la seva carrera cinematogràfica com una "línia paral·lela" del seu treball en enginyeria elèctrica i fabricació d'instruments científics. Tanmateix, el fotògraf Brian Coe afirma que "La seva fabricació i venda generalitzada d'equips fiables i la seva realització de pel·lícules li van valer el merescut títol de Pare de la indústria cinematogràfica britànica".
Durant els seus anys de producció cinematogràfica, Paul sempre havia mantingut el seu negoci d'enginyeria elèctrica: va inventar el Galvanòmetre Unipivot, un dispositiu per detectar i mesurar corrents elèctrics.
Un altre dels seus instruments científics va ser el polsador o respirador Bragg-Paul, dissenyat amb William Bragg i Phyllis Kerridge l’any 1933. Era una alternativa portàtil i no invasiva per al pulmó del respirador mèdic que s'utilitzava en el tractament de pacients amb problemes respiratoris.
El 1913, Paul va donar una sèrie de les seves càmeres, projectors, fotogrames de pel·lícules de 35 mm i altres materials cinematogràfics al Museu de la Ciència de Londres. Amb aquesta donació s'inicia la col·lecció cinematogràfica del Grup del Museu de la Ciència. Molts d'aquests articles es conserven al National Science and Media Museum de Bradford.
Encara que Robert Paul és poc conegut avui dia, el seu llegat perdura. Sense l'equip, les pràctiques empresarials i les tècniques de realització de pel·lícules de Paul, el cinema popular tal com el coneixem avui no existiria.